# Esther de Carpentras

Esther de Carpentras, sous-titré Le carnaval hébraïque, est un opéra-bouffe en deux actes de Darius Milhaud d'après une pièce de théâtre  d'Armand Lunel. Composé en 1925-1927, il est créé le 3 février 1938 à l'Opéra-Comique à Paris sous la direction de Roger Désormière. Armand Lunel s'est inspiré d'une version provençale de l'histoire de la "Reine Esther" écrite en 1774 par les rabbins Mardoché Astruc et Jacob de Lunel

## Argument
L'ouvrage raconte à la veille de la Révolution française, à Carpentras, les démêlés de la communauté juive de la ville avec le pouvoir clérical incarné par l'évêque qui consent  à autoriser les Juifs à raconter l’histoire d'Esther  dans Carpentras. Mais Vaucluse, le valet du Cardinal-évêque, y voit l'occasion de convertir les juifs ainsi rassemblés, et essaye d'en convaincre le Cardinal. La pièce sera jouée néanmoins à l'occasion de la fête de Pourim. L’histoire d'Esther se présente sous la forme d’un carnaval israélite avec divers déguisements. Alors que c’est Artaban, un financier juif, qui aurait dû jouer le rôle d’Assuérus, celui-ci est remplacé par le Cardinal. Esther demande à Assuérus d'épargner les juifs, mais le cardinal la menace d'expulser les juifs s'ils ne se convertissent pas. Esther comprend que ce n’est plus du théâtre mais la vie réelle. Esther a touché le Cardinal qui accepte que les juifs continuent de pratiquer leur foi, cela malgré la pression des prélats et de Vaucluse. Une analogie avec Assuérus dans la Bible qui renonce à l'extermination des juifs incitée par Aman.

## Le livre et l'adaptation en opéra
Dans le livre d'Armand Lunel, le Cardinal est incité par son valet Vaucluse à convertir les juifs rassemblés et il n'est pas question d'expulsion. Le Cardinal arrive après la représentation, et accède à la demande d'Hadassa qui jouait le rôle d'Esther de laisser les juifs pratiquer leur culte.
Mais selon plusieurs critiques de l'Opéra dans les journaux de l'époque, le Cardinal et son valet montent sur scène avant qu'Esther ne fasse sa requête à Assuérus d'épargner les juifs de l'extermination, et menace les juifs d'expulsion s'ils ne convertissent pas. Esther joue la scène avec le Cardinal qui remplace Assuérus et touche le cœur du Cardinal qui accepte de laisser les juifs pratiquer leur culte.
Ainsi  "l'extermination" dans le Livre d'Esther de la Bible et la pièce de théâtre d'Armand Lunel, est remplacé par "l'expulsion" et finalement l'acceptation d'accueillir et de laisser pratiquer leur culte aux juifs dans un Comtat-Venaissin plus tolèrent que la Perse. La modification par rapport au texte du livre d'Armand Lunel débute à l'acte II , Scène XVII.
Revue musicale, mars 1938
..avant que  la tremblante Esther ait pu se jeter au pieds d'Assuérus, c'est le Cardinal qui arrive superbement drapé en son manteau rouge et prononce un menaçant discours : "Les juifs doivent se convertir en masse, le jour même, ou seront expulsés de la ville". C'est ainsi que dans l'emportement d'un zèle juvénile, il entend profiter de la circonstance qui les tient rassemblés devant lui. Alors survient Esther qui feint une méprise, et achève la scène qui manquait à l'histoire biblique. Pas plus que le monarque persan, le prince de l'église ne se montre insensible à une supplication qui le charme et la flatte.

## Contexte historique
L’opéra a été joué en 1938, peu avant la Shoah. Le miracle de la Bible n'a pas eu lieu quelques années après... Et l'expulsion évoquées dans l'Opéra Esther de Carpentras sera en fait l'extermination des juifs, évitée dans Le livre d'Esther mais effective pendant la guerre. Esther de Racine, qui raconte la même histoire biblique, fut joué plusieurs fois dans l'entre-deux-guerres

## Source
- John Warrack, Harold Rosenthal, Guide de l'opéra, éd .Fayard 1986 p. 251
- Armand Lunel librettiste
- Revue des deux mondes : Esther de Carpentras
- critiques de l'opéra Esther de Carpentras